# Styrkrets

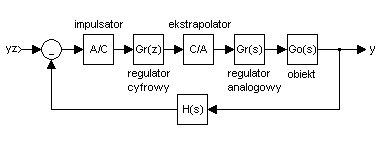
Digitalt kontrollsystemsschema

Styrkrets är en mekanism som saknar egen funktion, utan används till att (fjärr)manövrera någonting annat. Ursprungligen satt alla reglage direkt på den del som skulle styras, till exempel en ratt på ett ventilrör eller en spak på en dammlucka. Med industrialiseringens och framför allt ångmaskinens inträde uppstod ett behov av att slippa direkt kontakt, och istället använda ett mindre system som är utsatt för mindre krafter till att styra de större. Parallellt med detta fanns behovet av automation med anor från antiken, där rent mekaniska system användes för att få en maskin att utföra förutbestämda och i vissa fall programmerbara rörelser.
Grovt räknat kan styrsystem delas in i kategorier enligt nedan:

## Mekaniska
Rep lindade på en spole med peggar där repets lindningsriktning byter håll eller hålkort av trä användes för att programmera funktioner. Styrsystemet läser instruktionerna och överför dessa till den arbetande mekanismen, exempelvis ett självspelande piano.

## Hydrauliska/pneumatiska
Styrventiler används för att öppna och stänga ventilerna i det arbetande systemet. Genom att sammankoppla styrventilerna på olika sätt kan maskinen fås att utföra olika sekvenser och funktioner med samma komponenter genom logiska (Booleriska) funktioner.

## Elektromekaniska
Styrventilerna är till stor del ersatta med elektriska reläer för att skapa de logiska funktionerna. Vanligt förekommande i industriella sammanhang innan elektronikens intåg, då även komplicerade funktioner kunde konstrueras. Jukeboxen är ett exempel på ett komplicerat system, där den ska känna av att rätt betalning erhållits, för att därefter hämta den utvalda skivan och sedan spela rätt spår innan den sedan lägger tillbaka skivan i väntan på nästa. Vitvaror såsom disk- och tvättmaskiner styrdes elektromekaniskt.

## Elektroniska
Radiorör avlöstes snabbt av transistorer, som sedan integrerades till mikrokontroller.